# Ingrid Arndt-Brauer

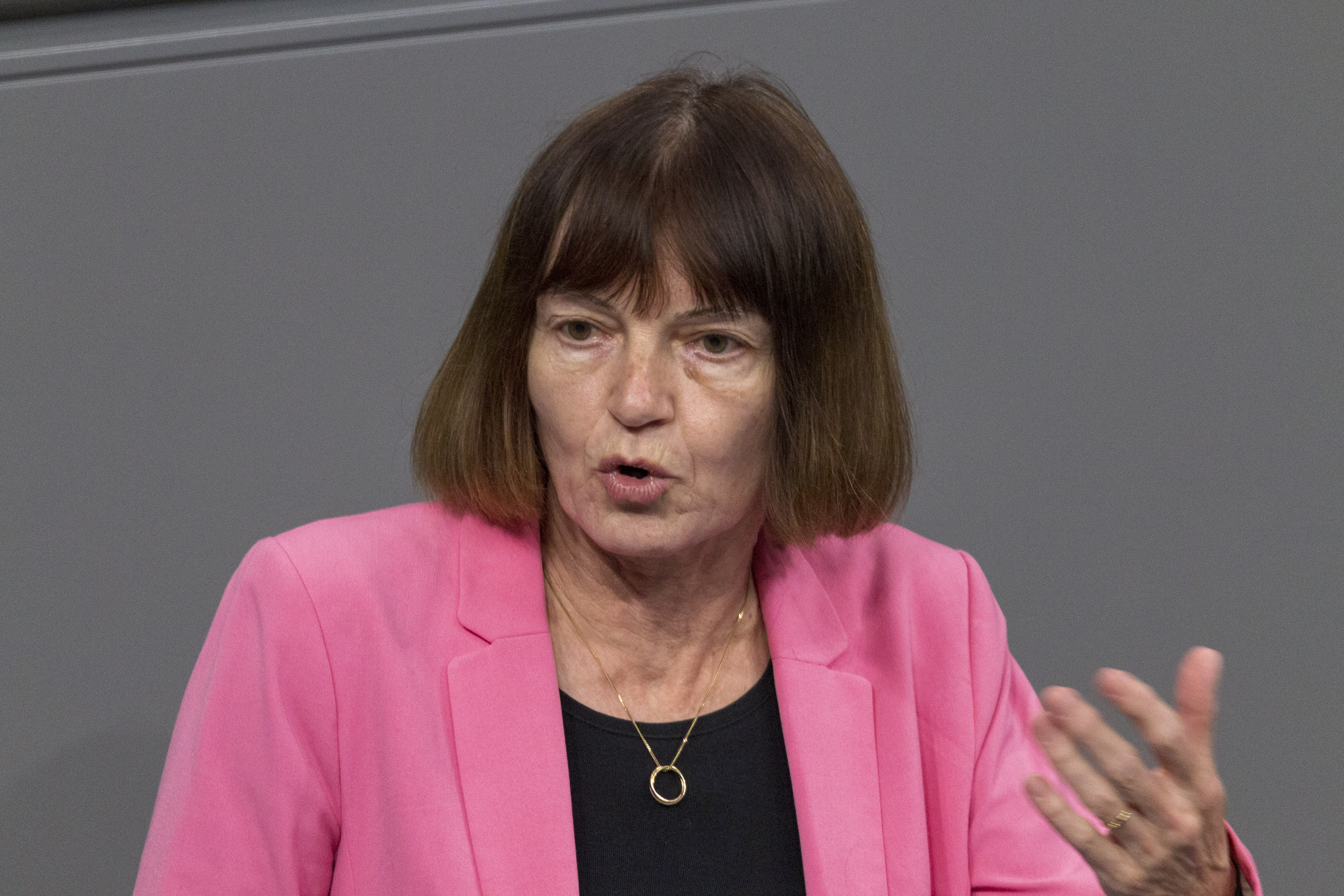
Ingrid Arndt-Brauer (2020)

Ingrid Arndt-Brauer (* 20. März 1961 in Marburg) ist eine deutsche Politikerin (SPD). Von 1999 bis 2021 war sie Mitglied des Deutschen Bundestages.

## Leben und Beruf
Nach dem Abitur am Gymnasium Philippinum Marburg absolvierte Arndt-Brauer ein Studium der Betriebswirtschaftslehre und der Soziologie an der Philipps-Universität Marburg, das sie 1985 als Diplom-Kauffrau und Diplom-Soziologin beendete. Von 1998 bis 1999 war sie Leiterin des Sachgebiets „Kommunales Marketing“ beim Kreis Steinfurt.
Sie ist Mitglied des Deutschen Roten Kreuzes und seit 1999 der Arbeiterwohlfahrt.
Arndt-Brauer ist verheiratet und hat vier Kinder.

## Partei
Seit 1983 ist sie Mitglied der SPD und gehörte dem Vorstand des SPD-Ortsvereins Horstmar an.

## Abgeordnete
Von 1994 bis 1997 gehörte sie dem Kreistag des Kreises Steinfurt an. Am 1. Juli 1999 rückte sie für die ausgeschiedene Abgeordnete Ingrid Matthäus-Maier in den Bundestag nach und ist seitdem stets über die Landesliste Nordrhein-Westfalen in den Bundestag einzog. Im 18. Bundestag, war Arndt-Brauer Vorsitzende des Finanzausschusses, im 19. Bundestag war sie wieder ordentliches Mitglied. Von 2014 bis 2021 war sie Mitglied im Gremium nach § 23c Absatz 8 Zollfahndungsdienstgesetz. Ebenfalls war sie stellvertretendes Mitglied im Haushaltsausschuss und dem 3. Untersuchungsausschuss.
Im Februar 2021 kündigte Arndt-Brauer an, nicht mehr bei der Bundestagswahl im selben Jahr anzutreten, sondern bis zum Ende der Legislaturperiode aus der aktiven Politik zurückzutreten.